# طلااندازی
طلااندازی یکی از شیوه‌های تذهیب و کتاب‌آرایی است و به‌ویژه برای تزیین نسخه‌های خطی استفاده می‌شود. طلااندازی یعنی دور کلمات یا جملات را در یک نسخه خطی با خطوطی که مناسب با حرکت و فضای اشغال شده توسط خط بوده، حاشیه بندی می‌کردند. سپس فاصلهٔ میان سطرها را با رنگ طلایی‌پر می‌کردند. به طوری که تمامی فضای خالی بین سطرها را با زمینه زرین می‌پوشانند و کنارهٔ زمینه مذکور را با دورگیری یا تحریر نازکی معمولاً به رنگ مشکی محصور می‌کنند.
در صورتی که زمینه زرین و به تبع آن خط تحریر دارای فرو‌رفتگی‌ها و برجستگی‌های نزدیک به هم شبیه به خوردگی موش باشد، به آن «طلااندازی دندان موشی» یا «مضرّس» می‌گویند که در دوره صفوی بیشتر رایج بوده و اگر روی همان زمینه طلا، نقوشی رنگین نیز به‌کار رفته باشد به آن «طلااندازی منقش» می‌گویند.
معمولاً این رنگ طلایی از حل کردن طلا در تیزاب سلطانی و افزودن صمغ و مانند آن برای قوام پیدا کردن درست می‌شده‌است. این شیوه به‌ویژه در دوره ایلخانیان مورد توجه قرار گرفت.